# Orde van de IJzeren Kroon (Oostenrijk)

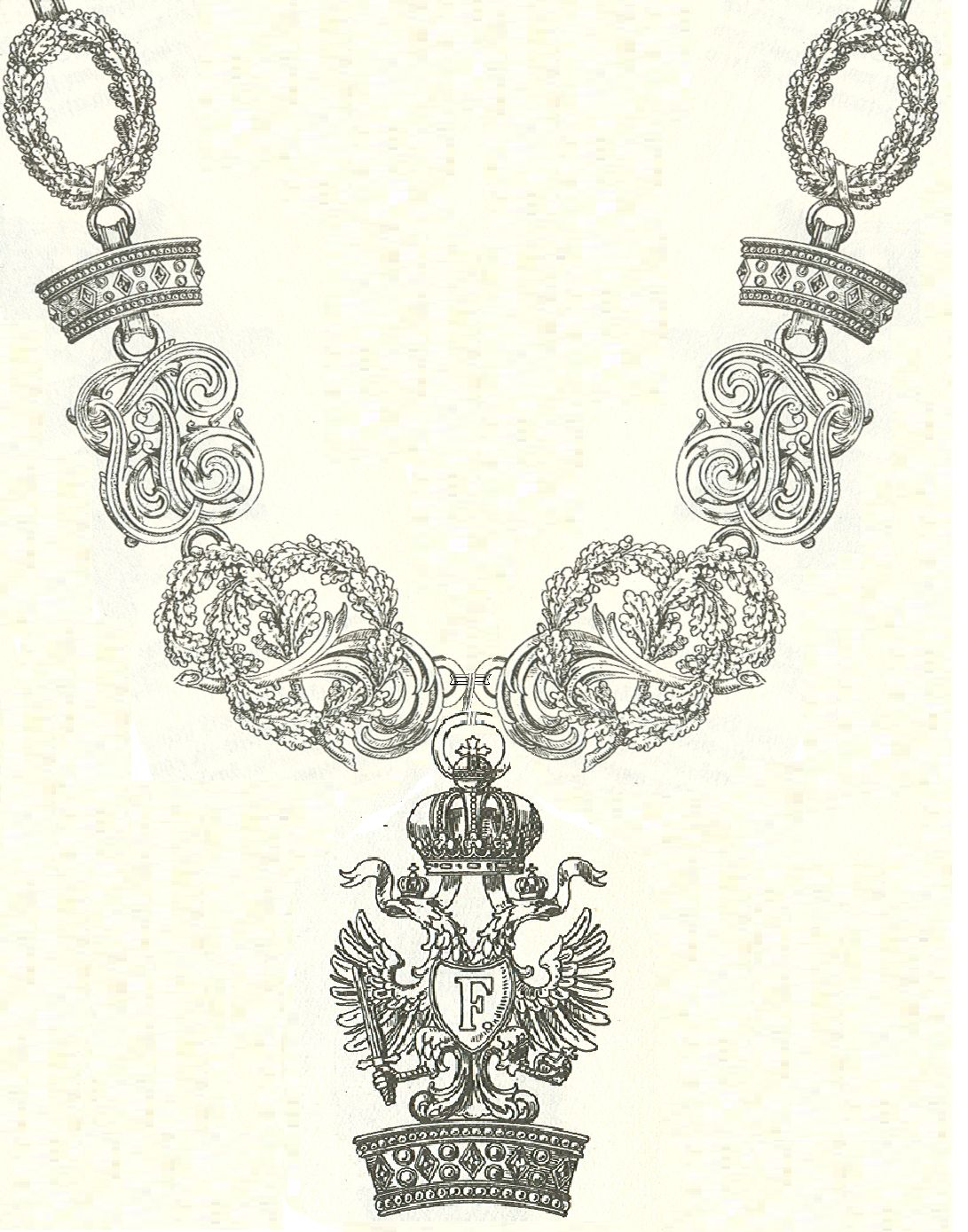
Keten van de Orde van de IJzeren Kroon

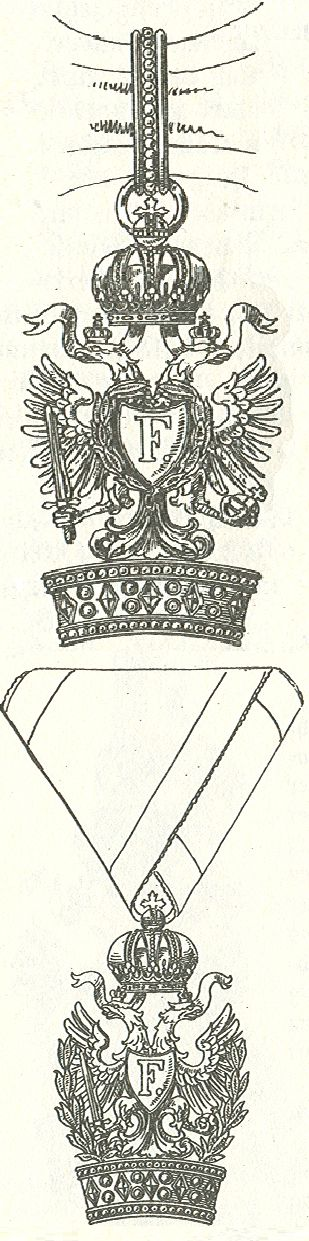
Commandeur II met oorlogsdecoratie en Ridder met oorlogsdecoratie

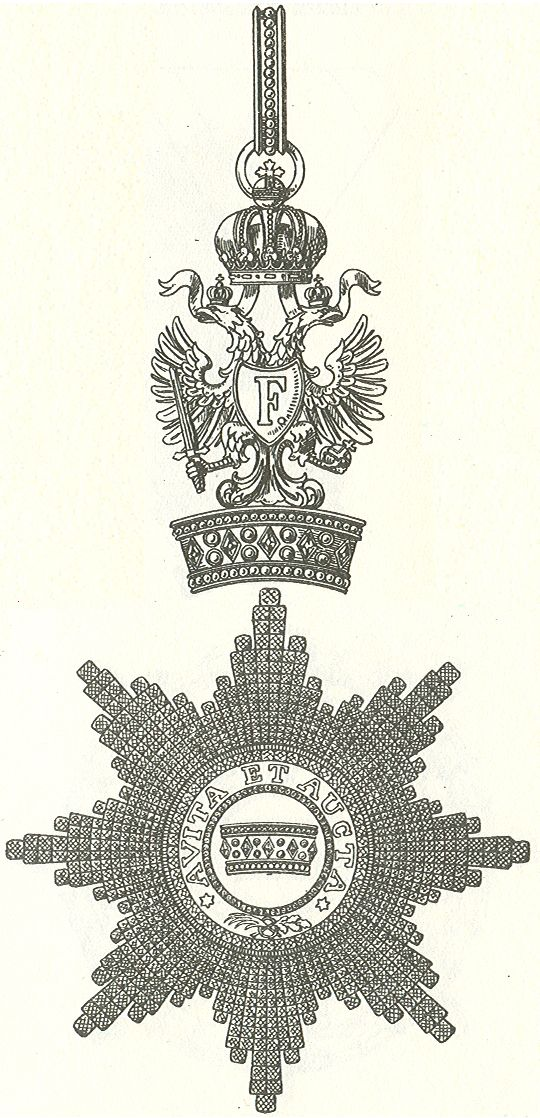
Commandeurskruis en Ster

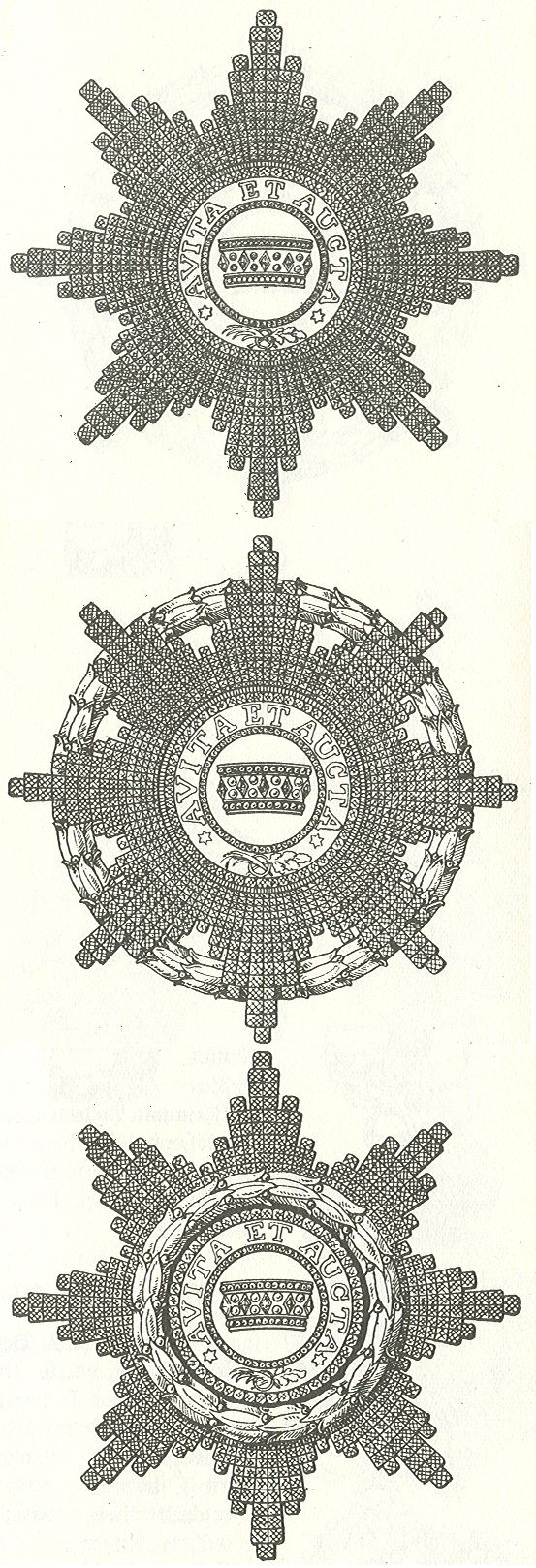
Drie sterren

De Orde van de IJzeren Kroon (Duits: Orden der Eisernen Krone, Italiaans: "Ordine della Corona Ferrea") was een Oostenrijkse Ridderorde. De naam is gelijk aan die van de Orde die door Keizer Napoleon op 5 juni 1805 als Koning van Italië werd ingesteld. Frans I van Oostenrijk voegde de Orde op 12 januari 1816 toe aan de Oostenrijkse Orden. Verschillende bronnen geven daarvoor verschillende data. De Orde van de IJzeren Kroon werd na de val van de Oostenrijkse monarchie in 1918 afgeschaft.
In Italië bleef een in 1868 ingestelde Orde van de IJzeren Kroon, ook “Orde van de Kroon van Italië” geheten, nog tot 1947 bestaan.
Het overnemen van een door de gehate Napoleon ingestelde orde was geenszins vanzelfsprekend. De meeste van de door Napoleon en zijn verwanten ingestelde orden werden zonder meer opgeheven, het dragen van de eretekens was in een aantal landen zelfs verboden. Voor de reactionaire Habsburgers was het democratische karakter van de Orde van de IJzeren Kroon een probleem. Zij namen alleen edellieden op in hun orden en een niet-adellijk persoon verwierf tot 18 juli 1884 met de Orde van de IJzeren Kroon ook adeldom en toegang tot het hof.

## De Oostenrijkse, of Lombardo-Venetiaanse, Orde van de IJzeren Kroon
De Keizer van Oostenrijk was Grootmeester van deze Orde die voor trouw aan de Keizer en de staat, zij het als burger of als militair, werd verleend. Ook grote ondernemingen van algemeen nut werden met deze onderscheiding beloond.
Wanneer de Orde van de IJzeren Kroon voor verdienste "vor dem Feinde" (Duits: aan het front" of "oog in oog met de vijand") werd toegekend dan werd zij na 12 maart 1860 voorzien van een grote lichtgroen geëmailleerde lauwerkrans, de "Kriegsdekoration" die om het kruis en bij de grootkruisen in goud op of rond de ster werd aangebracht. De Orde volgde in rang op de Hongaarse Orde van de Heilige Stefanus en de Oostenrijkse Leopoldsorde.

## De graden van de Orde van de IJzeren Kroon
De Orde had drie klassen en het lint was goudgeel met groene biezen. Er waren:
- 20 Ridders der Eerste Klasse - De grootkruisen droegen een ster van de Orde op de linkerborst en een kruis aan een grootlint van 5 vingers breed over de linkerschouder. Aan deze onderscheiding was ook een keten verbonden.
- 30 Ridders der Tweede Klasse - De commandeurs droegen een kruis aan een lint van twee vingers breed om de hals.
- 50 Ridders der Derde Klasse - De ridders droegen een kruis van de orde aan een lint op de linkerborst.

Ondanks deze door het statuut van de Orde van de IJzeren Kroon begrensde aantallen waren er in 1856 al bijna 2000 heren, dames kwamen niet in aanmerking, in deze Orde opgenomen.

## De versierselen van de Orde van de IJzeren Kroon
Het kleinood of kruis van de Orde was een IJzeren Kroon met daarboven een Habsburgse adelaar met twee koppen die op de borst een donkerblauw wapenschild draagt met het monogram van de stichter; een “F”. Op de keerzijde was de stichtingsdatum van de Orde vermeld. Boven de adelaar was als verhoging de met purper gevoerde gouden Rudolfinische Keizerskroon, de " huiskroon" van de Habsburgers, geplaatst.
In 1860 werd de "oorlogsdecoratie" ingesteld. Rond de adelaar werden dan twee gouden lauwertakken bevestigd. Wanneer een Ridder met oorlogsdecoratie tot commandeur werd bevorderd kreeg deze een commandeurskruis met een groene lauwerkrans rond het schild op de borst van de adelaar. De ster van de Grootkruisen was een zilveren achtpuntige ster. Daarop was een medaillon met de ijzeren kroon gelegd. Rond het medaillon is een ring met het motto “AVITA ET AUCTA” (Latijn: “geërfd en vergroot”) aangebracht. Dit motto verwees naar Milaan dat al eeuwenlang bezit van de Habsburgers was. Zij vergroten hun gebied in Noord-Italië later met Venetië en haar uitgebreide bezit op het vasteland.
De oorlogsdecoratie, een lichtgroen geëmailleerde lauwerkrans werd in twee vormen verleend; een brede groene krans rond het medaillon op de ster of een grote gouden krans tussen de armen van de achtpuntige ster. Wanneer een drager van de oorlogsdecoratie het grootkruis kreeg toegekend werd de ster voorzien van groene lauwerkrans rond het medaillon.
Grootkruisen die in oorlogstijd voor verdienste aan het front ("oog in oog met de vijand" schreef het statuut van de Orde) werden verleend kregen een grote gouden lauwerkrans in de armen van de achtpuntige ster.
De keten van de Orde bestond uit afwisselende gouden schakels met 12 monogrammen (Fransiscus Primus) van de zogenaamde tweede stichter, 12 ijzeren kronen en 12 kransen van eikenblad. Aan een schakel in de vorm van een palmblad en eikentak hing het kleinood van de Orde.
Het lint van de Orde van de IJzeren Kroon was goudgeel met een smalle groene bies. Het lint was dus niet gelijk aan dat van de napoleontische Orde.
De versierselen ondergingen enige malen een statutaire verandering. In 1866 werd de oorlogsdecoratie toegevoegd. In de Eerste Wereldoorlog werd de Orde van de IJzeren Kroon ook met zwaarden op het lint en in een uitvoering met "Lorbeerkranz und Schwertern" op het lint uitgereikt. Vergulde gekruiste zwaarden en een groen geëmailleerde halve lauwerkrans werden midden op het driehoekige lint gespeld. Ook op de batons werden nu gekruiste zwaarden van verguld metaal aangebracht.
Keizer Karel I van Oostenrijk besloot, met het oog op de enorm toegenomen hoeveelheid onderscheidingen die aan het in de Eerste Wereldoorlog op meerdere fronten strijdende Oostenrijkse leger werden uitgereikt om in het vervolg dezelfde onderscheiding tweemaal of zelfs driemaal uit te reiken. Op het lint werd in deze gevallen een gesp met daarop twee gekruiste zwaarden bevestigd. Bij de tweede herhaling werd een tweede gesp gedragen.
Oostenrijk-Hongarije was in eerdere oorlogen en ook in vredestijd terughoudend geweest met het verlenen van onderscheidingen. In de Eerste Wereldoorlog nam het aantal voordrachten en toekenningen voor Oostenrijk ongekende vormen aan. Daarom werden goedkope onderscheidingen van oorlogsmetaal zoals het Karelskruis ingevoerd. Het door grote economische problemen en materiaaltekorten geplaagde Oostenrijk kon het zich niet veroorloven om steeds weer nieuwe kostbare onderscheidingen te laten vervaardigen. Er zouden door bevorderingen binnen de orden ook te veel commandeurs zijn benoemd waardoor deze exclusieve rang in aanzien zou gaan dalen.

## Ordekleding
De Orde had, zoals in de 18e eeuw gebruikelijk was geweest, rijke ordekleding. Een met eikentakken geborduurde gele met zilver gevoerde wambuis dat met zilveren galons en kwasten was versierd, witte zijden (kuit)broek en kousen, witte met geel band afgezette schoenen waarop blauwe met gouden rozetten, een blauwe zijden hoed met zilveren galon en witte struisvogelveren. Daarbij hoorden dan witte batisten onderkleding en das en met zilver afgezette witte leren handschoenen.
Aan de zijde werd een verzilverde koperen sabel in een blauw-zilveren schede gedragen. De knop van de sabel was met een ijzeren kroon versierd en op het gevest waren palmbladeren, eikentakken en lauwerkransen aangebracht. De mantel van deze Orde was blauw en werd met witte atlaszijde gevoerd. Deze mantel was voor de drie rangen van de Orde van de IJzeren Kroon verschillend; de Eerste Klasse droeg een sleep en een brede geborduurde rand van zilverdraad. De ster van de Orde was in borduurwerk op de linkerschouder aangebracht. 
De Tweede Klasse van de Orde droeg een mantel tot op de hakken met een iets smallere geborduurde rand en de mantel van de IIIe klasse reikte tot de knie en had een smalle zilvergeborduurde rand.
De kleding was door Phillip von Stubenrauch, kostuumdirecteur van het Weense hoftheater ontworpen. De suggestie van Kanselier Metternich om de kostuums ook in de depots van het theater te laten bewaren werd door de hofmaarschalk van de hand gewezen. De 100 kostbare mantels en de onderkleding werden in een depot in de Hofburg bewaard. Na veel omzwervingen zijn de mantels in 1920 in het Monturdepot van het Kunsthistorisch Hofmuseum beland.
In het midden van de 19e eeuw geraakte deze kostbare ordekleding, net als die van de andere Oostenrijkse orden in onbruik.
Alleen Keizer Frans Jozef I liet zich in de tweede helft van de 19e eeuw nog met de mantel van een Oostenrijkse Orde, in zijn geval de Orde van het Gulden Vlies portretteren.
De mantels werden in de Hofburg zorgvuldig bewaard maar ze werden niet gedragen, de schilder mocht de mantel over een paspop draperen om op deze wijze een portret samen te stellen.
In het begin van de 19e eeuw was de ster van de Orde van de IJzeren Kroon geborduurd van goud- en zilverdraad. Later in de eeuw werd de ster van gedeeltelijk verguld en geëmailleerd zilver vervaardigd.

De feestdag van de Orde was de 7e april, de dag waarop het door Oostenrijk gedomineerde Lombardisch-Venetiaanse Koninkrijk tot stand kwam.

## Geschiedenis van de Orde van de IJzeren Kroon

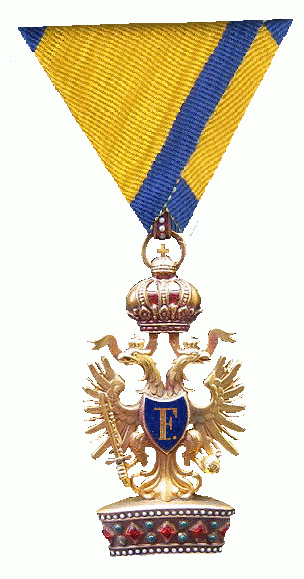
Ridderkruis van de Orde van de IJzeren Kroon.

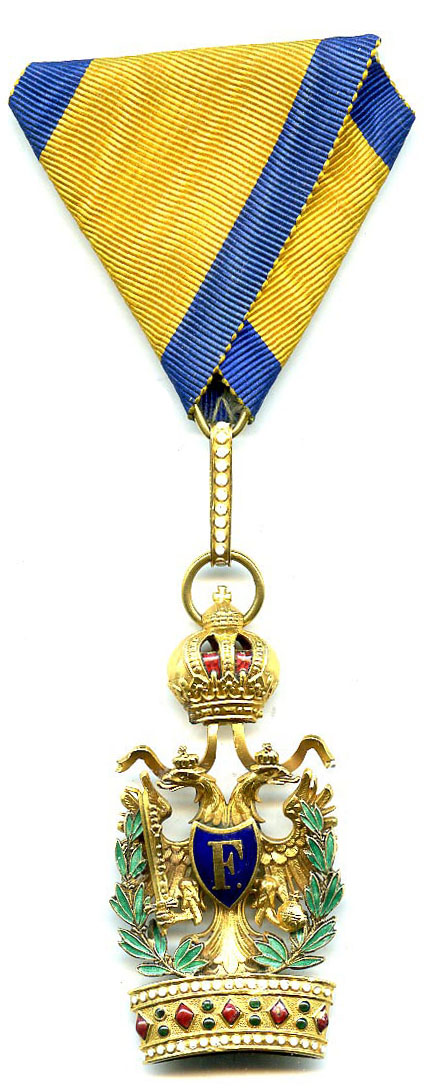
Ridderkruis van de Orde van de IJzeren Kroon met Oorlogsdecoratie.

De officiële stichtingsdag van de Orde van de IJzeren Kroon is 12 februari 1816. Keizer Frans I van Oostenrijk deed het daarmee voorkomen alsof hij op die dag, het was zijn verjaardag, een nieuwe orde had gesticht. Dat was niet in overeenstemming met de bepalingen waarin in de uitwerking van het Verdrag van Wenen de constitutie van het nieuwe Lombardo-Venetiaanse koninkrijk werd geregeld. Daarin werd vastgelegd dat "de koning zich met de oeroude ijzeren kroon zal laten kronen en dat de daarbij behorende orde onder de Oostenrijkse huisorden op te nemen is". De Orde van de IJzeren Kroon en de in de kerkschat van de kathedraal van Monza bewaarde ijzeren kroon worden juridisch aan elkaar verbonden. Het bezit van de een geeft recht op het grootmeesterschap over de ander. In een opdracht aan Kanselier Metternich gelastte de keizer dat de "Österreichisch Kaiserlichen Orden der eisernen Krone" nieuwe statuten moest krijgen. In de officieel voorgeschreven Oostenrijkse heraldiek werd de keten van de Orde van de IJzeren Kroon toegevoegd aan de Orde van het Gulden Vlies, de Militaire Orde van Maria Theresia, de Hongaarse Orde van Sint-Stefanus en de Leopoldsorde waarvan de kruisen en versierselen al als pronkstukken in de tekeningen van het keizerlijk wapen waren opgenomen. Het Weense verdrag en het recht van de oudere ridders van de Orde van de IJzeren Kroon waren moeilijk te rijmen met de nieuwe bepalingen en gedeeltelijk daarmee in tegenspraak. De Habsburgers hebben niet alle Napoleontische benoemingen ook in hun orde overgenomen. Met name het democratische karakter van de orde was voor de reactionaire Oostenrijkse regering onacceptabel. Napoleon had in zijn Orde van de IJzeren Kroon ook verdienstelijke en dappere onderofficieren en soldaten opgenomen. Het Franse Legioen van Eer was daarbij het voorbeeld geweest. In Wenen achtte men het ondenkbaar dat een ondergeschikte een ridderkruis zou dragen. Dat was het geboorterecht van de adel en de - in Oostenrijk adellijke- officieren.
In de literatuur komt ook de eerste januari 1816 voor als stichtingsdatum. De feestdag van de orde werd de eerste zondag na 7 april, op die datum was het Lombardisch-Venetiaans koninkrijk officieel gesticht.
De in de Orde van de IJzeren Kroon opgenomen onderofficieren en soldaten moesten hun ridderkruis inleveren en zij ontvingen in ruil een medaille. De oude ridders die in theorie wél in aanmerking kwamen voor een ridderkruis mochten hun versierselen niet meer dragen en moesten hun oude versiersel inleveren bij de Kanselarij van de Orde van de IJzeren Kroon in Wenen. In afwachting van een beslissing van de Oostenrijkse regering mochten zij de versierselen van hun orde niet langer dragen. alleen het dragen van het goudkleurige lint met de groene rand werd hen, in afwachting van een definitieve beschikking, toegestaan.
In de door de Oostenrijkers beheerste gebieden was de Orde van de IJzeren Kroon nu uit het straatbeeld verdwenen maar Lodewijk XVIII van Frankrijk heeft de orde niet verboden. In Frankrijk werd over het dragen van de versierselen ook niets geregeld. Voor de gerestaureerde Franse koning was de Orde van de IJzeren Kroon een instituut dat buiten zijn jurisdictie lag.
Alleen wanneer zij ook een aanbevelingsbrief van hun eigen regering konden tonen mochten diegenen die geen onderdanen van de Oostenrijkse Keizer waren een nieuw versiersel van de orde, in hun geval met een goudkleurig in plaats van een blauw geëmailleerd schildje op de borst van de Oostenrijkse adelaar, in ontvangst nemen. De oude ridders, commandeurs en grootkruisen moesten hun oude lint met de groene rand blijven gebruiken en het werd hen verboden om deel te nemen aan de plechtigheden van de vernieuwde Orde van de IJzeren Kroon.
De zilveren medaille was rond en was op de voorzijde met een opgericht ontbloot zwaard versierd. De medaille werd aan een goudkleurig lint gedragen.
De Orde werd door de Oostenrijkse Keizers vaak verleend. De orde was minder exclusief dan de Leopoldsorde maar was meer in aanzien dan de Frans Jozef-Orde. Ook na het verlies van Milaan en Venetië in de jaren 60 en '70 van de 19e eeuw bleef dat zo.
Aan de Orde was adeldom of een hoge rang in het protocol verbonden; de Ridders der Eerste Klasse waren "Keizerlijke Geheime Raadsheren" zodat zij, als excellentie, voorrechten genoten binnen het strenge "Spaanse" protocol van het Weense hof.
De Ridders der IIe Klasse waren tot 18 juli 1884 atomatisch "Freiherr" (baron). Ridders werden tot die datum desgevraagd zonder dat daarvoor leges werden gerekend tot erfelijk ridder benoemd.
Toen Oostenrijk in de tweede helft van de 19e eeuw een constitutionele monarchie werd was de Orde het aangewezen instrument om niet adellijke ministers toegang tot het hof te verschaffen. Men sprak van dergelijke orden als een "Nobilierungsmachine".

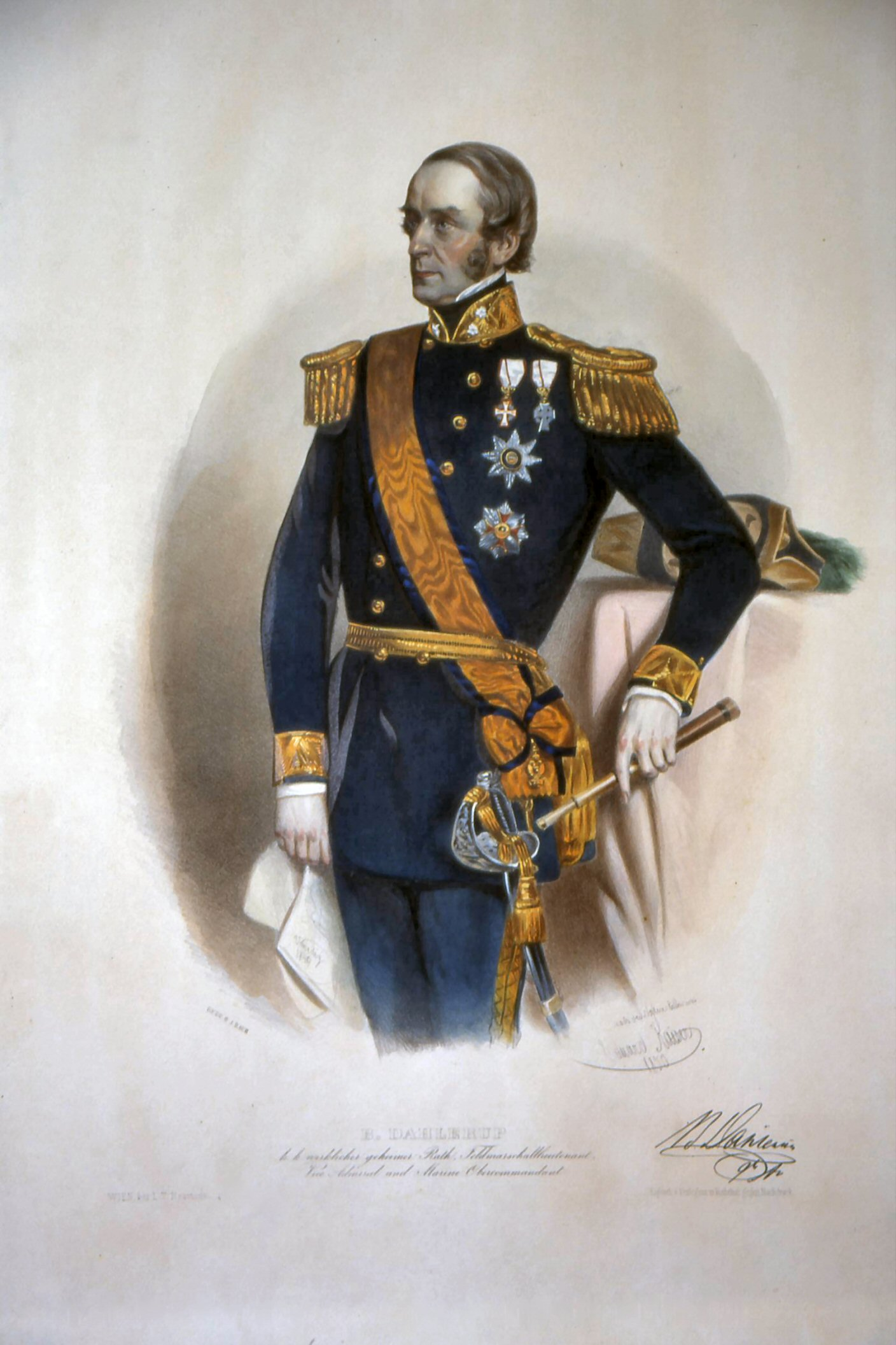
De Deens-Oostenrijkse Admiraal Dahlerup met ster en grootlint van de Orde van de IJzeren Kroon

Ondanks de begrensde aantallen waren er in 1856 al bijna 2000 heren, dames kwamen niet in aanmerking, in deze Orde opgenomen. De Orde die door de Franse Keizer was beoogd als een gemeenschap van ridders in de zin van de romantiek, werd een politiek instrument om de burgerij aan de regering te binden. Ambtenaren met een bepaalde rang en rijke lieden die een bepaalde geldsom aan een goed doel gaven konden op het verlenen van deze onderscheiding rekenen. De Orde werd ook een "nobiliteringsmachine" (Duits: "Nobilitierungsmaschinerie") waarmee mensen snel en gemakkelijk in de adelstand werden opgenomen.
Voor de Oostenrijkse staat waren aan de Orde vrijwel geen kosten verbonden. De Ridders moesten zèlf hun versierselen bij een juwelier kopen en leges betalen voor hun diploma en inschrijving in het register. Vreemdelingen ontvingen wel gouden en verzilverde versierselen. Ook in oorlogstijd werden de versierselen door de staat uitgereikt.
De jachtvlieger Manfred von Richthofen was een van de dragers van het ridderkruis met oorlogsdecoratie. De Oostenrijkse keizer was terughoudend met het aan buitenlanders uitreiken van deze exclusieve onderscheiding, ook al omdat de versierselen kostbaar waren en Oostenrijk-Hongarije een groot tekort tekort aan metalen en grondstoffen had. Men vindt op de antiekmarkt kruisen met een ijzeren kern waarin minder goud en zilver hoefde te worden verwerkt.
Het Verdrag van Praag (1866) en een overeenkomst met Italië die op 3 oktober 1866 werd gedateerd bevatte voorwaarden over de aanspraken van de Oostenrijkse Keizer op de Italiaanse gebieden en de daarbij behorende Orde van de IJzeren Kroon. Als voormalig regerend vorst van Venetië en Lombardije mocht Frans Jozef I van Oostenrijk de orde van de IJzeren Kroon nog tijdens de rest van zijn leven verlenen. Het met Oostenrijk verbonden Lombardo-Venetiaanse koninkrijk werd onder druk van de zegevierende Pruisen en de met Italië verbonden Fransen opgeheven. Frans Josef I deed afstand van deze titel en het laatste Italiaanse gebiedsdeel van de Oostenrijkse monarchie, Venetië en het gebied Veneto, werd bij Italië gevoegd. Op 23 oktober 1915 brak opnieuw oorlog uit tussen Italië en Oostenrijk. Na het overlijden van Frans Josef in 1916 heeft zijn opvolger Keizer Karel van Oostenrijk de orde ondanks de afspraken met Italië verder toegekend.
Na 1918 en de val van de monarchie werd de Orde van de IJzeren Kroon door de Republiek Oostenrijk afgeschaft en niet meer verleend. De Habsburgers hebben de orde ook niet meer als een huisorde of dynastieke orde gebruikt.

## De kleine decoratie
Op 4 januari 1915 kreeg de Orde van de IJzeren Kroon voor het eerst een "kleinen Decoration". De dragers van de Ie Klasse mochten een miniatuur van de ster van de orde in het vervolg op het driehoekige lint van de IIIe Klasse dragen. Op 27 oktober 1917 kregen ook de dragers der IIe Klasse verlof om een dergelijke kleine decoratie te dragen. In hun geval werd dat een miniatuur van de ijzeren kroon.
De Ie Klasse mocht in het vervolg een ster, een ster met oorlogsdecoratie of een ster die op de oorlogsdecoratie was gelegd op het lint dragen. Voor deze ster werd een diameter van twee centimeter voorgeschreven.
Op 13 december 1916 werd de orde uitgebreid met zwaarden. De Keizer gaf bevel dat de op de linkerzijde van de borst gedragen baton van de onderscheiding in het vervolg twee gekruiste zwaarden van verguld metaal mocht dragen. Het besluit gold niet met terugwerkende kracht en het werd de ridders verboden om om dergelijke zwaarden te verzoeken. In het vervolg zou een bevelhebber van een troepenonderdeel of een daarmee vergelijkbare ambtsdrager in het decreet of getuigschrift vermelden dat de drager de orde met zwaarden op het lint zou mogen dragen. In het vervolg zou bij voordrachten worden besloten of de benoeming mèt of zonder deze zwaarden zou plaatsvinden.
De IIe Klasse mocht in het vervolg een miniatuur van de ijzeren kroon of een miniatuur van de ijzeren kroon met daaronder de lauweren van de oorlogsdecoratie op het lint dragen.
De kleine ijzeren kroon werden door de juweliers zeer gedetailleerd uitgevoerd. Men gebruikte goud of verguld zilver en kleine rode en blauwe stenen of stukjes geslepen rood en blauw glas. Ook de witte parels van de rand werden zorgvuldig uitgevoerd door het metaal te emailleren.
De Oostenrijkse keizer bepaalde dat de kleine decoraties alleen op uniformen van de Oostenrijkse strijdkrachten mochten worden gedragen. Men droeg deze linten en kruisen bij mindere formele gelegenheden wanneer men kleine dienst vervulde of buiten dienst was.